# Mohammed Karam
Mohammed Ahmed Karam (1 de janeiro de 1955) é um ex-futebolista profissional kuwaitiano, que atuava como meia.

## Carreira
Mohammed Karam fez parte do elenco da histórica Seleção Kuwaitiana de Futebol da Copa do Mundo de 1982. 